# 1-я Кавказская кавалерийская дивизия
1-я Кавказская кавалерийская дивизия — соединение кавалерии РККА, созданное во время Гражданской войны в России 1918—1920 годов. Являлось манёвренным средством в руках фронтового и армейского командования для решения оперативных и тактических задач.

## Входила в состав
- В составе Запасной армии Республики (сент.-дек. 1919)
- В составе 10-й армии — с декабря 1919 года по февраль 1920 года, в апреле 1920 года переименованной в 10-ю Терскую армию, которая входила в состав Кавказского фронта.
- В составе 2 конного корпуса (март-апр. 1920)
- В составе 10 армии (апр. 1920)
- В составе 1 Конной армии (апр. 1920)
- В составе 9 армии (май-сент. 1920).

## История дивизии
1 Кавказская Красная кавалерийская дивизия была сформирована по приказу РВСР N 1547/309 от 25 сентября 1919 г. в г. Саранске из кавказцев-кавалеристов, откомандированных со всех фронтов.
Дивизия участвовала в наступлении войск Юго-Восточного фронта против армий Деникина (дек. 1919 −10 янв. 1920) (освобождение районов ст. Чир, г. Царицына),
в освобождении Северного Кавказа (янв.-апр. 1920) (освобождение районов ст. Великокняжеская, Торговая, обеспечение владикавказского направления), в ликвидации врангелевских десантов в районе стц. Приморско-Ахтарская и на Кубани (авг. 1920).
Расформирована приказом войскам 9 Кубанской армии N 757 от 2 сентября 1920 г., её части обращены на формирование Кубанской (вп. 5 Кубанской) кд.

## Командный состав 1-й Кавказской кавалерийской дивизии

### Начальники дивизии
- Гай Гая Дмитриевич — с 25 сентября 1919 года по 3 марта 1920 года[1]
- Дыбенко Павел Ефимович — с 3 марта 1920 года по 11 мая 1920 года[1]
- Мартвих Борис Иванович, врид — с 11 мая 1920 года по 16 мая 1920 года[1]
- Мейер Михаил Георгиевич — с 16 мая 1920 года по 14 августа 1920 года[1] Попал в плен в августе 1920, Вероятно расстрелян.
- Снарский Виктор Антонович — с 14 августа 1920 года по 2 сентября 1920 года[1]

### Военкомы дивизии
- Голенко Георгий — с 29 сентября 1919 года по 1 марта 1920 года[1]
- Дмитриев, врид — с 1 марта 1920 года по 14 марта 1920 года[1]
- Леднев Степан Григорьевич — с 14 марта 1920 года по 27 августа 1920 года[1]
- Хруцкий Владимир Николаевич — с 27 августа 1920 года по 2 сентября 1920 года[1]

### Начальники штаба дивизии
- Вилумсон Эдуард Фридрихович — с 1 октября 1919 года по 23 апреля 1920 года[1]
- Лукин — с 23 апреля 1920 года по 11 мая 1920 года[1]
- Мартвих Борис Иванович — с 11 мая 1920 года по 18 августа 1920 года[1]
- Александров, врид — с 18 августа 1920 года по 2 сентября 1920 года[1]